# Magna Carta
Magna Carta (latin for "stort brev") er en række engelske frihedsbreve fra 1215, som begrænser engelske monarkers magt (oprindelig Johan uden land). Magna Carta var resultatet af uoverensstemmelser mellem paven og kong Johan og hans baroner om kongens rettigheder: Kongen frasagde sig i Magna Carta visse rettigheder, respekterede visse retslige processer og accepterede, at hans vilje kunne begrænses ved lov. Magna Carta ses som det første skridt i en lang proces frem mod forfatningsret.
Der findes fire originale eksemplarer fra 1215; to på British Library, en på Lincoln Castle og en i Salisbury Cathedral. 

## Magna Cartas historie
Der fandtes ikke en mere magtfuld monark i Europa end den engelske i 1199 . Det skyldtes en kombination af den sofistikerede centralregering skabt af de nye normanniske regenter, angelsaksernes gamle regeringsmetoder og adelens omfattende jordbesiddelser i Normandiet. Efter at kong Johan uden Land fik magten tidligt i det 13. århundrede, begyndte de engelske baroner en lang række – hovedsageligt mislykkede – oprør, der ville  begrænse kongens ubegrænsede magt. 
Kong Johan begik tre fejl:
- Den første var hans udprægede mangel på respekt, da han overtog magten. Der var to prætendenter til tronen efter Richard Løvehjertes død i 1199: Johan og hans nevø Arthur af Bretagne. Johan tog Arthur til fange, og man hørte ikke fra ham siden. Selv om mordet på Arthur aldrig blev bevist, var det troligt, at Johan dræbte sin egen familie for at blive konge.

- Johans anden fejl opstod, da den franske kong Filip 2. August bemægtigede sig det meste af de engelske besiddelser i Frankrig, og de engelske baroner krævede, at deres konge skulle generobre de tabte landområder. Da kong Johan forsøgte det otte år senere, mislykkedes det ved Slaget ved Bouvines i 1214. Det gjorde ham kendt som Johan "Lackland" (på dansk: "uden Land").

- Den tredje af Johans fejl var, at han blev inddraget i en stridighed med kirken om udnævnelsen af den nye ærkebiskop af Canterbury. Johan ville udnævne sin egen kandidat, mens kirken ville udnævne Stephen Langton. Kampen fortsatte i flere år, og England blev afskåret fra kirken, hvorfor kong Johan endeligt blev tvunget til at underkaste sig kirkens vilje i 1213

### Runnymede og følgerne
I 1215 havde baronerne i England fået nok. De slog sig sammen og indtog den 10. juni 1215 London med magt. På en eng ved Runnymede tvang de den 15. juni 1215 kong Johan til at sætte sit segl på  dokumentet 'Articles of the Barons'. Til gengæld fornyede baronerne den 19. juni 1215 deres troskabsed til kong Johan. Et formelt dokument om aftalen mellem Johan og baronerne blev skrevet af den kongelige ret den 15. juli. Det er det oprindelige Magna Carta. Et ukendt antal afskrifter blev sendt til øvrighedspersoner som kongelige sheriffer og biskopper.
For kong Johan var mest betydningsfulde paragraf paragraf 61, kendt som "sikkerhedsparagraffen"; det var også den længste del af dokumentet. Den etablerede en komite af 25 baroner, der når som helst kunne mødes og underkende kongens vilje og om nødvendigt ved magt tage hans slotte og besiddelser. Det var baseret på en middelalderlig juridisk handlemåde, der ofte udførtes. Men det var første gang en konge blev den underlagt. Ligeledes skulle kongen aflægge en troskabsed til komiteen.
Johan havde ingen plan om at følge Magna Carta, eftersom det var blevet ham påtvunget. Paragraf 61 neutraliserede stort set hans magt som monark, så han kun var konge af navn. Så snart baronerne havde forladt London, underkendte han dokumentet, og der blev borgerkrig i England. Paven annullerede straks dokumentet.
Johan døde midt under borgerkrigen af dysenteri den 18. oktober 1216. Hans ni år gamle søn, kong Henrik 3, var den næste i tronfølgerækken. Royalisterne mente, at baronerne nemmere ville kunne få sig selv til at sværge troskab til en barnekonge, så barnet blev kronet i slutningen af oktober 1216, og krigen sluttede. Den 12. november 1216 blev Magna Carta genudstedt i Henriks navn af hans regenter med nogle af paragrafferne (bl.a. paragraf 61) udeladt; igen i 1217 blev Magna Carta udstedt af Henriks regenter. Da Henrik III fyldte 18 i 1225, udstedte han selv Magna Carta for tredje gang, denne gang i udgave med kun 37 paragraffer.
Henrik regerede i 56 år, og da han døde i 1272, var Magna Carta en etableret del af engelsk juridisk præcedens. Det var nu meget vanskeligere for en monark at annullere dokumentet, som kong Johan havde forsøgt næsten tre generationer tidligere. Henriks søn og arving Edvard 1's parlament genudstedte Magna Carta for sidste gang den 12. oktober 1297 som en del af en vedtægt kendt som "Confirmatio cartarum (25 Edw. I)". Den bekræftede igen Henriks kortere version af Magna Carta fra 1225.